# 吉林师范大学分院
吉林师范大学分院，是位于中华人民共和国吉林省四平市的一所公办五年制师范专科学校，建立于1934年。
1934年，满洲国政府在梨树县成立奉天省立第八师范学校，该校为吉林师范大学分院的源头。1935年，学校迁至梨树县四平街公有校舍，更名为满洲国奉天省立四平街师范学校。1938年，学校更名为省立四平师道学校。1941年，学校改隶属于满洲国政府，更名国立四平师道学校。第二次中日战争后，学校更名为辽北省立四平师范学校。解放战争后，该校更名为辽西省四平师范学校。1950年12月迁梨树县榆树台镇。1951年4月迁回四平。1954年9月，该校更名为吉林省四平师范学校。1958年秋，迁怀德县公主岭镇。1960年，成立四平幼儿师范，并于该年秋迁回四平。1961年夏，该校更名为四平师范学校。1966年1月26日，该校改制为半工半读师范学校。1978年2月5日，该校重组为四平地区师范学校。1982年6月，该校更名为四平地区幼儿师范学校。1983年9月，由于四平地区被撤销，原四平地区所辖的怀德、梨树、伊通、双辽县划归四平市管辖，该校更名为四平幼儿师范学校。1995年，该校为四平艺术幼儿师范学校。2000年5月，四平艺术幼儿师范学校重组为四平师范学院分院。2002年7月，由于四平师范学院更名为吉林师范大学，四平师范学院分院更名为吉林师范大学分院。